# Bambouto-Massiv
Das Bambouto-Massiv oder Bamboutogebirge (auch Bamboutos-Massiv genannt) liegt im Südwesten des Bamenda-Hochlandes, an der Grenze der Provinzen Ouest und Sud-Ouest in Kamerun. Südwestlich des Bambouto-Massivs liegen die Vulkane Kupe (ca. 70 km), Manengouba (ca. 40 km) und der Kamerunberg (ca. 160 km).

## Geografie
Das Bambouto-Massiv ist ein vulkanisches Gebirge, Teil der Kamerunlinie und belegt eine Fläche von ca. 800 km². Seine größte Höhe erreicht das Massiv am Mount Mélétan, der eine Gipfelhöhe von 2740 Metern über dem Meeresspiegel hat. Damit ist es nach dem Kamerunberg und dem Oku-Massiv das dritthöchste Gebirge Kameruns. Im Zentrum des Vulkangebirges liegt eine 13 × 8 km (110 km²) große Caldera, die eine Tiefe von 1300 Metern erreicht. Nach Nordosten geht das Massiv in die Bamenda-Berge über. Die vulkanischen Aktivitätsphasen konnten mit Hilfe radiometrischer Untersuchungen auf ein Alter zwischen 22,5 Mio. bis 500.000 Jahren bestimmt werden. Das Massiv besteht hauptsächlich aus Basalten, Trachyten, Ignimbriten, Rhyolithen und Phonolithen, diese sind in Schichtstufen unterschiedlicher Dicke aufgebaut.
Das Klima des Bambouto-Massives wird als gemäßigt feuchtwarm mit einer durchschnittlichen Niederschlagsmenge von 2510 mm pro Jahr bezeichnet. Das Massiv war bis vor 100 Jahren mit einem tropischen Regenwald bewachsen, der jedoch aufgrund der Bevölkerungszunahme, Ausweitung der landwirtschaftlichen Nutzflächen und Einführung der Plantagenwirtschaft gerodet wurde. Ein 222 Hektar großer Rest des Regenwaldes wurde bereits unter deutscher Kolonialverwaltung als Naturschutzgebiet ausgewiesen, gilt heute jedoch als stark bedroht. Dementsprechend gelten die Populationen des Cross-River-Gorillas, Schimpansen und des Drills als ausgestorben. Andere Tierarten wie der Bangwabuschsänger (Bradypterus bangwaensis) oder das Vierhorn-Chamäleon (Chamaeleo trioceros quadricornis) gelten in dem Gebiet als vom Aussterben bedroht.
Besiedelt wird das Gebirge von der Volksgruppe der Bamileke, deren Sprache als Bomboutos-Dialektcluster innerhalb der Bamileke-Sprachen bezeichnet wird. Kulturgeographisch gehört das Bamboutos-Massiv zum Kameruner Grasland und ist speziell für die charakteristischen Masken bekannt. Als besonders ausdrucksvoll gelten die mit Glasperlen besetzten Elefanten-Masken des Aka-Geheimbundes. Die Bevölkerungsdichte wird im Allgemeinen mit über 200 Personen/km² angegeben.